# سيث ميتشل
سيث ميتشل (بالإنجليزية: Seth Mitchell)‏ مواليد 29 مايو 1982 في ماريلاند، هو ملاكم محترف أمريكي يصنف ضمن فئة الوزن الثقيل بدأ مسيرته الاحترافية سنة 2008 حيث انتصر في نزاله الأول.

## المسيرة الاحترافية
من نزالاته:
- خسر أمام كريس أريولا بالضربة القاضية (07-09-2013).
- انتصر على جوناثون بانكس (22-06-2013).
- خسر أمام جوناثون بانكس بالضربة الفنية القاضية (17-11-2012).
- انتصر على تشاز ويذرسبون بالضربة الفنية القاضية (28-04-2012).
- انتصر على تيمور إبراهيموف بالضربة الفنية القاضية (10-12-2011).
- انتصر على توروس سايكس بالضربة القاضية (11-12-2010).

## إحصائيات
خاض خلال مسيرته 29 نزالا، فاز في 26 وتعادل في 1 وخسر في 2. فاز بالضربة القاضية في 19 نزالا.

## روابط خارجية
- سيث ميتشل على موقع بوكس ريك (الإنجليزية) (registration required)